# Adolfo González Montes
Adolfo González Montes (Salamanca, 13 de noviembre de 1946), es un eclesiástico español que llegó a ser obispo de las diócesis de Ávila y Almería.

## Biografía

### Formación
Estudió secundaria en el Seminario Diocesano de Salamanca. Licenciado en Filosofía y Letras por la Universidad de Salamanca, y en Filosofía y Teología por la Universidad Pontificia de Salamanca. Recibió la ordenación sacerdotal el 29 de junio de 1972. 
Desde 1973 a 1975 preparó su doctorado en la Universidad de Tubinga, sobre la interpretación en los siglos XIX y XX de la doctrina luterana de los dos reinos («Zwei-Reiche-Lehre») como teología civil. Durante la investigación contó con la orientación del teólogo evangélico Jürgen Moltmann, que influyó en su pensamiento teológico. Defendió la tesis dirigida por José María Setién entonces catedrático de Teología Moral en la UPSA, obteniendo el doctorado en Teología en 1977. La tesis fue publicada con el concurso de la Federación Luterana Mundial. 
Poco  años después cursó los estudios de doctorado en Filosofía en la Universidad Complutense de Madrid con la orientación del profesor Alfonso López Quintás. Desde los años ochenta ha sido becario investigador en el Instituto de Historia de la Iglesia y Teologíade la Iglesia Nacional Española de Santiago y Montserrat de Roma, centro que frecuentó por períodos temporales hasta su nombramiento episcopal.

### Sacerdocio
Recibió la ordenación sacerdotal en 1972.
Fue becario de la Iglesia Nacional Española de Santiago y Montserrat de Roma.
De regreso a Salamanca, fue profesor de Teología en la Universidad Pontificia, de la que fue también capellán (1978-1990). En 1988 logra la Cátedra de Teología Fundamental. Entre 1982 y 1997 fue director del Centro de Estudios Orientales y Ecuménicos Juan XXIII de dicha universidad.

## Episcopado

### Obispo de Ávila
El 26 de mayo de 1997 fue nombrado obispo de Ávila. Tomó posesión el 5 de julio, poniendo fin a su actividad docente. Durante su episcopado tuvo lugar la reforma de la capilla mayor de la Catedral de Ávila, que fue inaugurada en 2002. Tres años más tarde, la obra fue impugnada judicialmente por la Real Academia de la Historia, al tapar unas lápidas de tumbas de obispos correspondientes al siglo XV, pese a la licencia concedida de la Dirección General de Patrimonio de la Junta de Castilla y León. El asunto llegó al Tribunal Supremo, quien en 2009 dictaminó que dichas lápidas debían quedar al descubierto, procediéndose a la remodelación.

### Obispo de Almería
El 15 de abril de 2002 es nombrado obispo de Almería, tomando posesión de dicha diócesis el 7 de julio del mismo año. En esta diócesis ha desarrollado una gran labor constructiva y organizativa. En 2007 presentó la exposición Luminaria, dos mil años de cristianismo, que constituyó un verdadero hito en la provincia. 
Destacado ecumenista a nivel internacional, fue miembro del comité organizador de la II Asamblea Ecuménica Europea de Iglesias celebrada en Graz (2007). Depuesto por decreto papal de 12 de mayo de 2021. Emérito desde el 30 de noviembre de 2021.

### Cargos en la Conferencia Episcopal
- 1997-1999: miembro de la Comisión Episcopal para la Doctrina de la Fe y de la Comisión Episcopal de Relaciones Interconfesionales.
- Trienio 1999-2002: miembro de la Comisión Episcopal para la Doctrina de la Fe y de la Comisión Episcopal de Relaciones Interconfesionales.
- Trienio 2002-2005: vicepresidente de la Comisión Episcopal de Seminarios y Universidades, presidente de la Subcomisión Episcopal de Universidades y miembro de la Comisión Episcopal de Patrimonio Cultural.
- Trienio 2005-2007: presidente de la Comisión Episcopal de Relaciones Interconfesionales.
- Trienio 2007-2011: presidente de la Comisión Episcopal de Relaciones Interconfesionales.
- Trienio 2011-2014: presidente de la Comisión Episcopal para la Doctrina de la Fe.
- Trienio 2014-2017: presidente de la Comisión Episcopal para la Doctrina de la Fe.
- Trienio 2017-2020: presidente de la Comisión Episcopal de Relaciones Interconfesionales.
- Marzo 2020 - noviembre 2021: presidente de la Subcomisión Episcopal para Relaciones Interconfesionales y Diálogo Interreligioso.
- Noviembre 2021 - marzo 2024: miembro de la Comisión Episcopal para la Doctrina de la Fe y de la Subcomisión Episcopal para Relaciones Interconfesionales y Diálogo Interreligioso.
- Cuatrienio 2024-2028: miembro de la Comisión Episcopal para la Doctrina de la Fe y de la Subcomisión Episcopal para Relaciones Interconfesionales y Diálogo Interreligioso.
- 2005 - 2022: representante de la CEE en la Comisión de Conferencias Episcopales de la Unión Europea (COMECE).
- 2008 - 2015: Vice Gran Canciller de la Universidad Pontificia de Salamanca.

### Cargos en la Curia Romana
Durante diez años fue consultor del Pontificio Consejo para la Promoción de la Unidad de los Cristianos. El 
5 de enero de 2011 fue nombrado por Benedicto XVI miembro del Pontificio Consejo para la Promoción de la Nueva Evangelización.